# Time Stranger Kyoko
Time Stranger Kyoko (jap. 時空異邦人KYOKO Taimu sutorenjā Kyōko) – shōjo-manga z gatunku mahō-shōjo autorstwa Ariny Tanemury wydawana w latach 2000-2001. Została wydana później w trzech tomach. 
Z serią związana jest także 11-minutowa OVA, zatytułowana Time Stranger Kyoko: Chocola ni omakase! (jap. 時空異邦人KYOKO ちょこらにおまかせ!) wydana w 2001 roku.

## Fabuła
W XXX wieku Ziemia jest jednym krajem, a jego księżniczką jest Suomi Kyoko. Dziewczyna nie chce być jednak księżniczką i robi wszystko, by uwolnić się od ciężaru tego zadania. W związku z tym pragnie przebudzić ze śpiączki swoją siostrę, by to ona przejęła władzę. By to uczynić musi odnaleźć dwanaście boskich kamieni i ludzi, którzy byliby w stanie opanować ich moc. 

## Bohaterowie
- Kyoko Suomi (jap. 朱臣響古 Suomi Kyoko) / Time Stranger (jap. 時空異邦人（タイムストレンジャー）) – szesnastoletnia księżniczka Ziemi. Jest zmęczona władzą i chce zrzec się tronu.
- Sakataki Jin (jap. 神逆滝 Jin Sakataki) / Crystal Stranger (jap. 水晶異邦人（クリスタルストレンジャー）) – ma siedemnaście lat i jest strażnikiem Kyoko.
- Hizuki Jin (jap. 神氷月 Jin Hizuki) / Ice Stranger (jap. 魔氷異邦人（アイスストレンジャー）) – starszy brat Sakatakiego. Wesoły i optymistycznie nastawiony do życia.
- Karen Momoto (jap. 桃人華蓮 Momoto Karen) / Flower Stranger (jap. 桃華異邦人（フラワーストレンジャー）) – ma piętnaście lat, jest przyjaciółką Kyoko.
- Ui Suomi (jap. 朱臣憂 Suomi Ui) – siostra bliźniaczka Kyoko pogrążona w śpiączce.
- Król Ziemi (jap. 地球王 Chikyū-ō) – władca, ojciec Kyoko i Ui.
- Chocola (Chocolina M120) (jap. ちょこら（正式名称 / チョコリーナM120）) – android króla. Zasilana jest czekoladą.

## Manga
Manga, której autorką jest Arina Tanemura, była publikowana w czasopiśmie „Ribon” wydawnictwa Shūeisha od wrześniowego numeru, który został wydany 3 sierpnia 2000. Ostatni rozdział tej mangi ukazał się we wrześniowym numerze tego czasopisma, wydanego 3 sierpnia 2001 roku. Rozdziały zostały skompilowane w 3 tomikach.
Autorka opublikowała w tym samym czasopiśmie 12-stronicową yonkomę związaną z serią, a także czterostronicowy crossover z serią Animal yokochō; oba te dodatki dołączone zostały do trzeciego tomiku wydania tankōbon.
| Nr | Data wydania (język japoński) | ISBN (język japoński)  |
| -- | ----------------------------- | ---------------------- |
| 1  | 15 marca 2001                 | ISBN 978-4-08-856265-0 |
| 2  | 13 lipca 2001                 | ISBN 978-4-08-856296-4 |
| 3  | 10 grudnia 2001               | ISBN 978-4-08-856333-6 |